# Anisoptera costata
Espèce
Classification phylogénétique
Statut de conservation UICN

 EN A1cd+2cd : En danger
 Anisoptera costata  est un grand arbre sempervirent d'Asie du Sud-Est, appartenant à la famille des Diptérocarpacées.

## Description

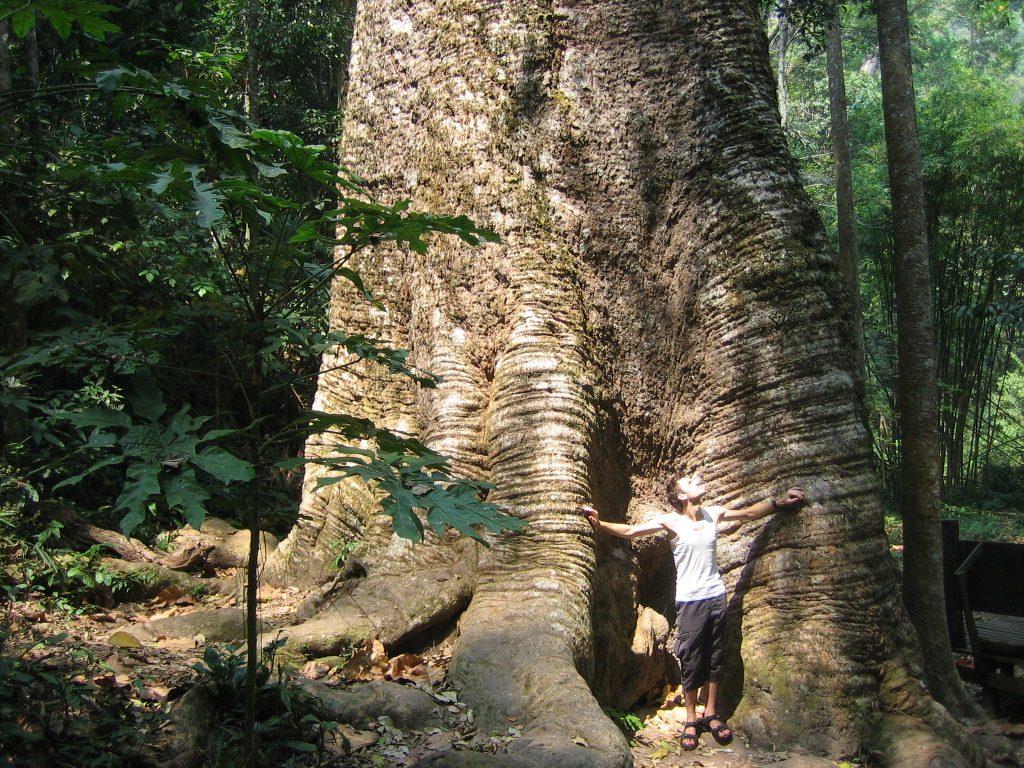
Anisoptera costata est, avec le Dipterocarpus alatus, un des plus grands arbres de Thaïlande avec ses 50 m de haut et 16 m de circonférence, Parc national de Taksin Maharat

## Répartition
Forêt de plaine du Brunei Darussalam, Cambodge, Bornéo, Java, Kalimantan, Sumatra, Péninsule Malaise, Myanmar, Philippines, Singapour, Thaïlande et du  Viêt Nam.

## Préservation
Menacé par la déforestation, quelques populations sont préservées dans des réserves forestières.